# Дюранк (коммуна)
Дюра́нк (фр. Durenque, окс. Durenca) — коммуна во Франции, находится в регионе Окситания. Департамент — Аверон. Входит в состав кантона Рекиста. Округ коммуны — Родез.
Код INSEE коммуны — 12092.
Коммуна расположена приблизительно в 530 км к югу от Парижа, в 110 км северо-восточнее Тулузы, в 27 км к югу от Родеза.

## Население
Население коммуны на 2008 год составляло 552 человека.
| 1962 | 1968 | 1975 | 1982 | 1990 | 1999 | 2008 |
| ---- | ---- | ---- | ---- | ---- | ---- | ---- |
| 804  | 862  | 811  | 805  | 724  | 607  | 552  |

## Экономика
В 2007 году среди 322 человек в трудоспособном возрасте (15—64 лет) 247 были экономически активными, 75 — неактивными (показатель активности — 76,7 %, в 1999 году было 72,5 %). Из 247 активных работали 239 человек (136 мужчин и 103 женщины), безработных было 8 (4 мужчины и 4 женщины). Среди 75 неактивных 16 человек были учениками или студентами, 33 — пенсионерами, 26 были неактивными по другим причинам.